# Smithville-Sanders (Indiana)
Smithville-Sanders es un lugar designado por el censo ubicado en el condado de Monroe en el estado estadounidense de Indiana. En el Censo de 2010 tenía una población de 3184 habitantes y una densidad poblacional de 114,68 personas por km².

## Geografía
Smithville-Sanders se encuentra ubicado en las coordenadas 39°3′35″N 86°30′39″O / 39.05972, -86.51083. Según la Oficina del Censo de los Estados Unidos, Smithville-Sanders tiene una superficie total de 27.76 km², de la cual 27.76 km² corresponden a tierra firme y (0%) 0 km² es agua.

## Demografía
Según el censo de 2010, había 3184 personas residiendo en Smithville-Sanders. La densidad de población era de 114,68 hab./km². De los 3184 habitantes, Smithville-Sanders estaba compuesto por el 95.85% blancos, el 1.01% eran afroamericanos, el 0.13% eran amerindios, el 1.07% eran asiáticos, el 0.03% eran isleños del Pacífico, el 0.25% eran de otras razas y el 1.66% pertenecían a dos o más razas. Del total de la población el 1.29% eran hispanos o latinos de cualquier raza.